# Ferry van der Heijden
Ferry van der Heijden (Amersfoort, 31 januari 1980) is een Nederlandse programmamaker, vormgever, dj en mediaondernemer.

## Biografie
Van der Heijden begon met radiomaken in 1994 met zijn eigen illegale radiozender Radio 123. Hij maakte vanaf 1999 een dagelijks avondprogramma bij LTV Radio, de lokale omroep van Waalwijk en Kaatsheuvel. Een jaar later maakte hij de overstap naar het voormalige Fantasy FM net over de grens in Weelde. Daar maakte hij onder andere de middagshow en 'Ferry & Verschuuren' samen met Maurice Verschuuren. 
Hij werkte vanaf 2002 bij Radio Decibel in Eindhoven, Tilburg, Den Bosch en Helmond. Hij presenteerde hier dagelijks FER-i XL tussen 07:00 en 10:00 uur. Bij Radio Decibel was hij tevens vormgever, muzieksamensteller en presentatiecoach. Tegelijkertijd maakte hij in het weekend diverse programma's voor zusterstation Royaal FM, waar hij ook de vormgeving voor produceerde. In 2005 werkte Van der Heijden korte tijd voor het jinglebedrijf TM Century. In 2006 maakte Van Der Heijden de overstap naar het landelijke radiostation Caz!. Hij maakte daar in het weekend de ochtendshow van 08:00 tot 12:00 uur. Na de overname van Caz! door Arrow vertrok Van der Heijden bij deze zender. Na de overname van Decibel door Boomerang Radio in april 2009 besloot hij te stoppen met zijn programma's bij Radio Decibel.
Van Der Heijden is tegenwoordig voice-over, club-DJ, radiomaker, tekstschrijver en maakt radiocommercials en vormgeving voor diverse radiostations in binnen- en buitenland. In 2009 was Van der Heijden te horen op de publieke zender Radio 6. Hij maakte daar programma's voor de NPS en VPRO op invalbasis. Vanaf oktober 2013 werkte Van Der Heijden een jaar lang bij Radio Veronica. Hij was daar invaller voor diverse programma's en presenteerde tot het programma Oh, wat een nacht.